# Ithyceridae
Ithycerus noveboracensis je druh primitivního nosatce, který je asi 12–18 mm dlouhý. Jeho tělo je pokryto jemnými štětinkami, které vytvářejí pravidelné světlé a tmavé body. Vyskytuje se na východě USA a v jižní Kanadě.

## Popis
Nosec (rostrum) je široký a silný, zatímco tykadla jsou přímá a tenká, se třemi malými tykadlovými paličkami na konci.
Tento nosatec je nalézán ve spojení s různými rostlinami rodů Fagaceae, Betulaceae a Juglandaceae, především na dubu bílém a buku velkolistém. Dospělí jedinci se živí novými výhonky a ostatními měkkými částmi jako listy a pupeny. Vajíčka kladou do půdy a jejich larvičky pak požírají kořínky toho samého stromu, na kterém žijí dospělci.
Původně byl tento brouk zařazen do čeledi Curculionidae, avšak entomologové se dohodli, že rod Ithycerus patří čeledi Ithyceridae, protože nemá zahnutá tykadla, což je charakteristický znak pravých nosatců. Nyní je řazen do čeledi Brentidae a je jediným představitelem ve své podčeledi.